# Спотленд (стадион)
«Спотленд» (англ. Sportland Stadium) — стадион, расположенный в городе Рочдейл (графство Большой Манчестер, Северо-Западная Англия). Открыт в 1878 году. С 1920 года является официальным домашним полем для местной футбольной команды. Также используется для проведения матчей по регби.

## История
Арена была официально открыта в 1878 году и первоначально носила название в честь святого Климента, церковь во имя которого располагалась недалеко от арены. Изначально на стадионе выступал городской крикетный клуб, однако он распался в 1897 году.
Впоследствии, в период с 1900 по 1901 годы на «Спотленде» выступал оригинальный «Рочдейл», а в 1902—1903 годах стадион был домашним для коллектива «Рочдейл Таун». 
В 1907 году в городе был воссоздан клуб «Рочдейл», а «Спотленд» с 1920 года стал его официальным игровым полем.
В 1914 году руководство клуба выкупило стадион у властей города за 1700 фунтов. В 1921 году, со вступлением «Рочдейла» в Футбольную лигу, на арене были установлены новые комфортабельные трибуны из дерева. Ныне стадион вмещает 10 000 зрителей.
В августе 2016 года клуб официально сообщил о переименовании стадиона «Спотленд» в «Краун Ойл Арена» в рамках спонсорской сделки с британской топливной компанией «Crown Oil».
В феврале 2018 года в результате сильного снегопада поле пришло в негодность, из-за чего несколько матчей пришлось перенести. 
Затем команда провела домашнюю игру Кубка Англии против «Тоттенхэм Хотспур», окончившуюся вничью. По завершении матча главный тренер лондонцев Маурисио Почеттино подверг жесткой критике газон стадиона, заявив, что поле не пригодно для игры в футбол и сравнив его с бильярдным столом.

## Трибуны
Стадион имеет четыре трибуны. На главной трибуне находится бюст известного фаната команды Дэвида Клафа, многие годы исправно посещавшего матчи «Рочдейла» по абонементу. Со смертью Дэвида в 2020 году стало известно о том, что в своем завещании он пожертвовал любимой команде 250 000 фунтов. В сентябре 2021 года руководство команды приняло решение об открытии памятной статуи болельщика. На установку бюста было собрано 10 000 фунтов.

## Другие события
С 1988 года на «Спотленде» помимо футбольного, выступает также и регбийный клуб «Рочдейл Хорнетс». В 2013 году «Спотленд» стал одной из арен, принявших матчи Чемпионата мира по регбилиг. На арене состоялся матч между Фиджи и Ирландией, собравший почти 9000 зрителей. Это был первый в истории случай, когда в Рочдейле прошла игра в рамках чемпионата мира по какому-либо виду спорта.